# Сімент (Оклахома)
Сімент (англ. Cement) — місто (англ. town) в США, в окрузі Каддо штату Оклахома. Населення — 436 осіб (2020).

## Географія
Сімент розташований за координатами 34°56′10″ пн. ш. 98°8′11″ зх. д. / 34.93611° пн. ш. 98.13639° зх. д. (34.936209, -98.136353).  За даними Бюро перепису населення США в 2010 році місто мало площу 1,18 км², уся площа — суходіл.

## Демографія
Згідно з переписом 2010 року, у місті мешкала 501 особа в 208 домогосподарствах у складі 131 родини. Густота населення становила 425 осіб/км².  Було 262 помешкання (222/км²).
Расовий склад населення:
| - 86,8 % — білих - 7,0 % — корінних американців - 2,4 % — чорних або афроамериканців - 1,2 % — осіб інших рас |

До двох чи більше рас належало 2,6 %. Частка іспаномовних становила 3,0 % від усіх жителів.
За віковим діапазоном населення розподілялося таким чином: 26,9 % — особи молодші 18 років, 57,1 % — особи у віці 18—64 років, 16,0 % — особи у віці 65 років та старші. Медіана віку мешканця становила 37,9 року. На 100 осіб жіночої статі у місті припадало 88,3 чоловіків;  на 100 жінок у віці від 18 років та старших — 87,7 чоловіків також старших 18 років.
Середній дохід на одне домашнє господарство  становив 38 656 доларів США (медіана — 30 583), а середній дохід на одну сім'ю — 53 173 долари (медіана — 51 250). Медіана доходів становила 51 667 доларів для чоловіків та 20 417 доларів для жінок. За межею бідності перебувало 20,4 % осіб, у тому числі 10,2 % дітей у віці до 18 років та 16,9 % осіб у віці 65 років та старших.
Цивільне працевлаштоване населення становило 154 особи. Основні галузі зайнятості: освіта, охорона здоров'я та соціальна допомога — 24,7 %, роздрібна торгівля — 14,3 %, публічна адміністрація — 13,6 %.